# Coloración del vidrio

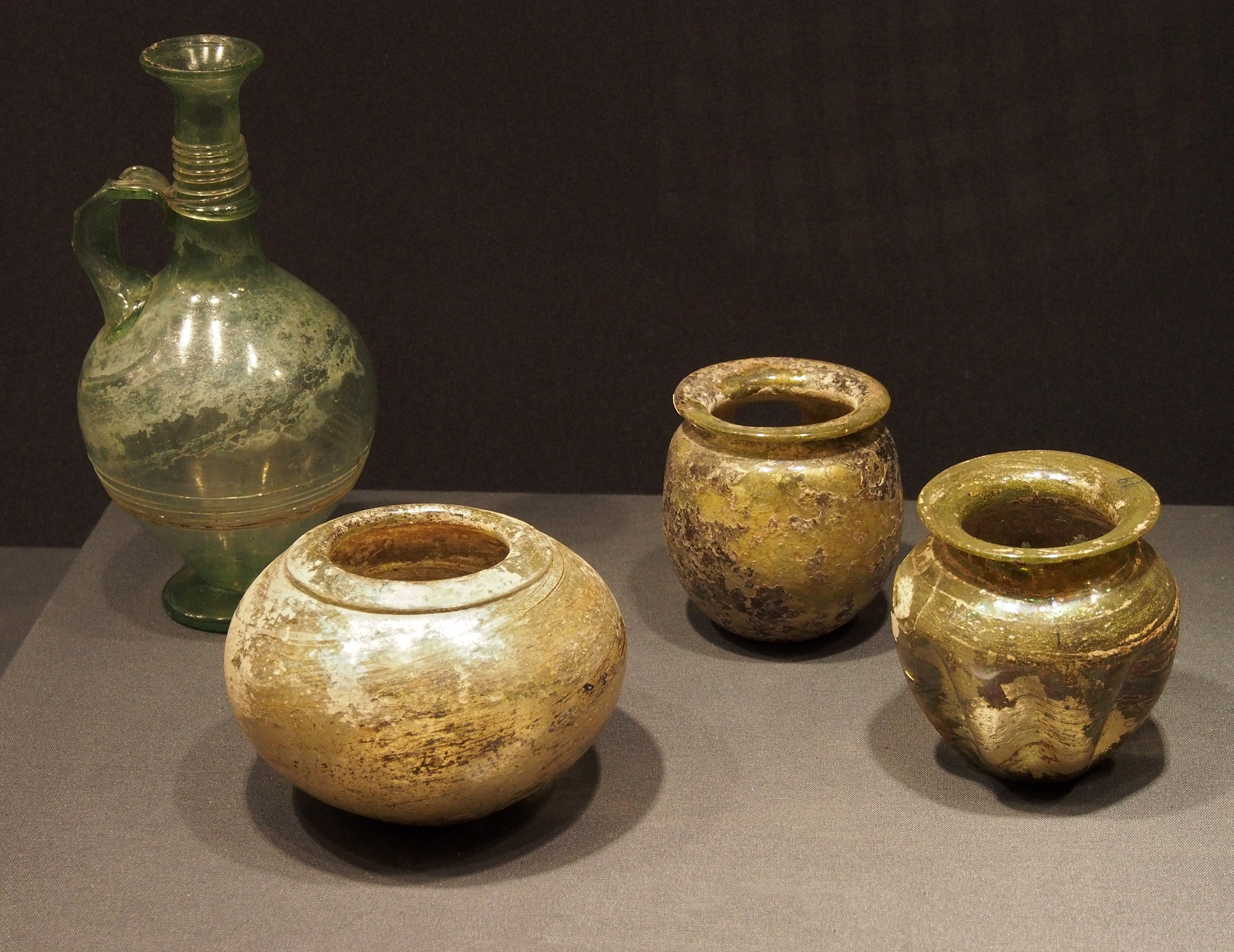
La palabra verde proviene del latín viride o viridis, nombre del cual proviene el término vidrio en español.

Cuando el vidrio aparece en occidente, en el imperio romano, el vidrio tenía una coloración verde oscura, con la cual se emparenta su nombre. Verde oscuro en latín se dice viride o viridus, con lo cual se bautizó al vidrio como tal. 
En la actualidad la coloración del vidrio (o coloreado del vidrio) en general, o el marcado con color de un material se pueden obtener por: 
1. Adición de iones colorantes,[1][2]
2. Precipitación de coloides de tamaño nanómetrico (como en los llamados vidrios llamativos[1] como "oro rubí"[3] o rojo "selenio rubí"),[2]
3. Inclusiones de color como en el vidrio opalino (milk glass), o el cristal ahumado (smoked glass),
4. Dispersión de la luz (como en el vidrio de fases separadas),[2]
5. Revestimientos dicroicos (véase el vidrio dicroico)
6. Capas o revestimientos de color.

## Coloreado por adición de iones
El vidrio ordinario de sosa-caliza parece incoloro a simple vista cuando es fino, a pesar de que las impurezas de óxido de hierro producen un tinte verdoso que se puede ver en las piezas gruesas o con la ayuda de instrumentos científicos. Otros metales y óxidos metálicos se pueden agregar al vidrio durante su fabricación para cambiar su color, que puede aumentar su atractivo estético. Algunos ejemplos de estos aditivos se enumeran a continuación:

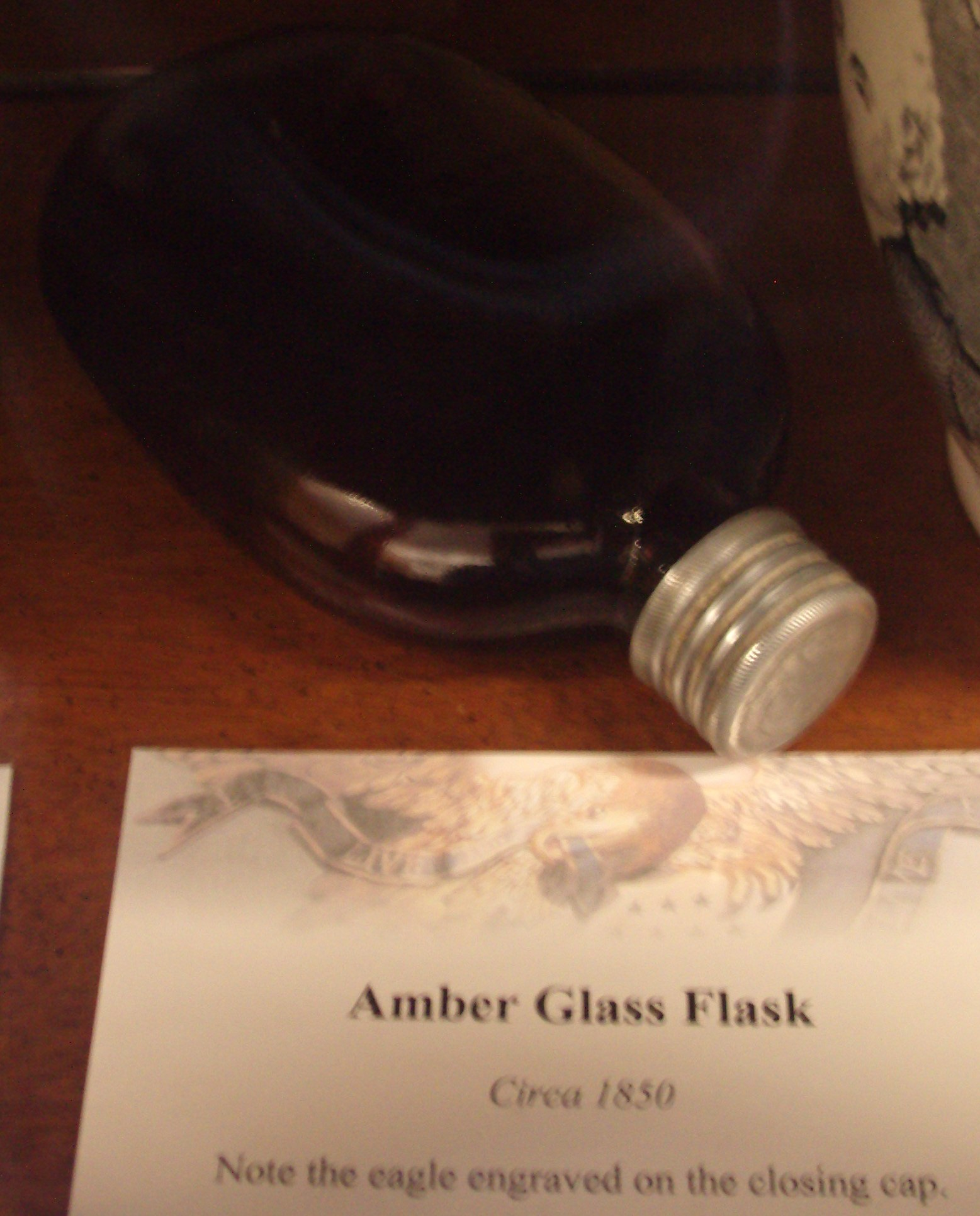
Vidrio ámbar

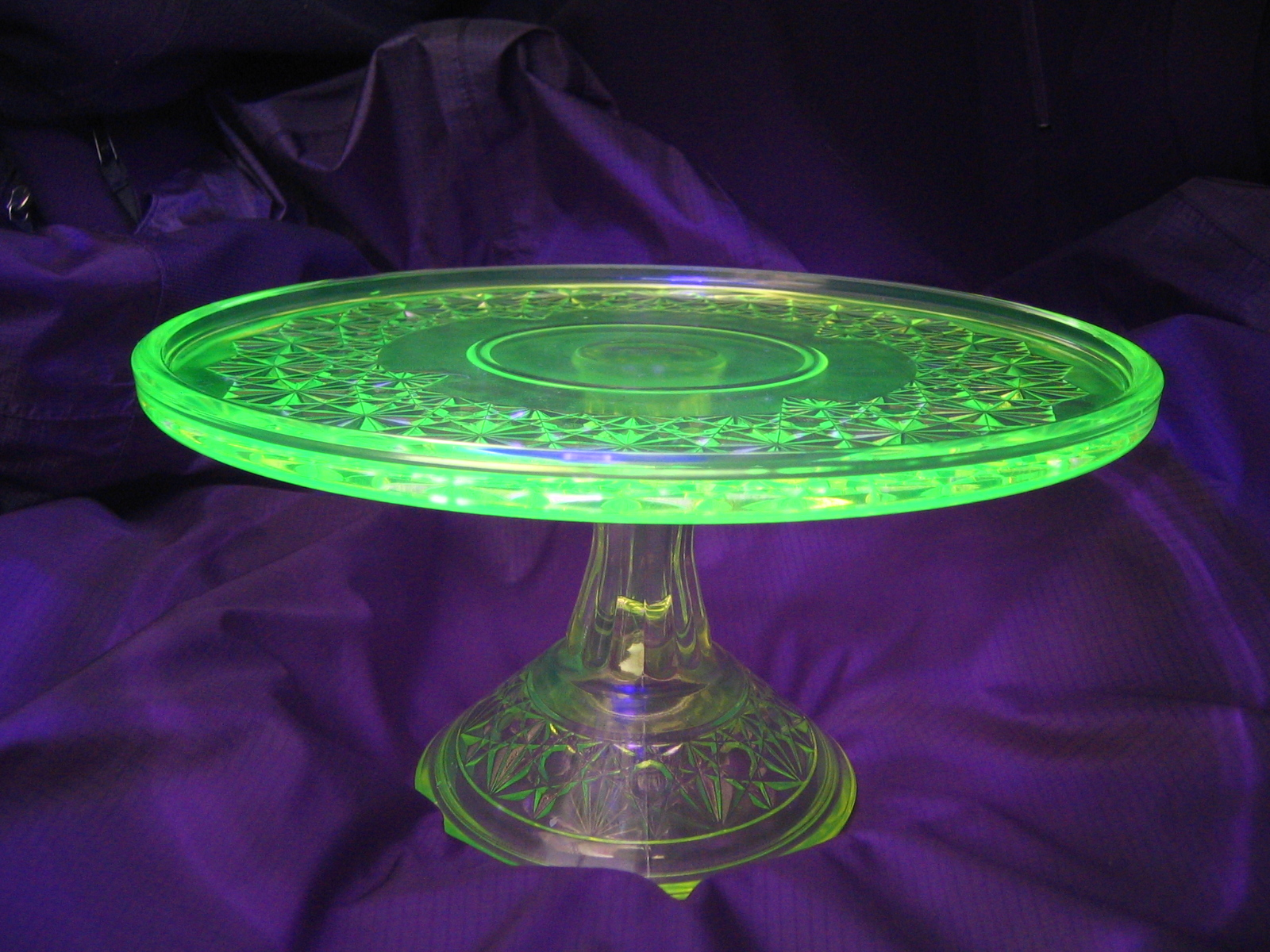
Vidrio de uranio brillando bajo luz UV

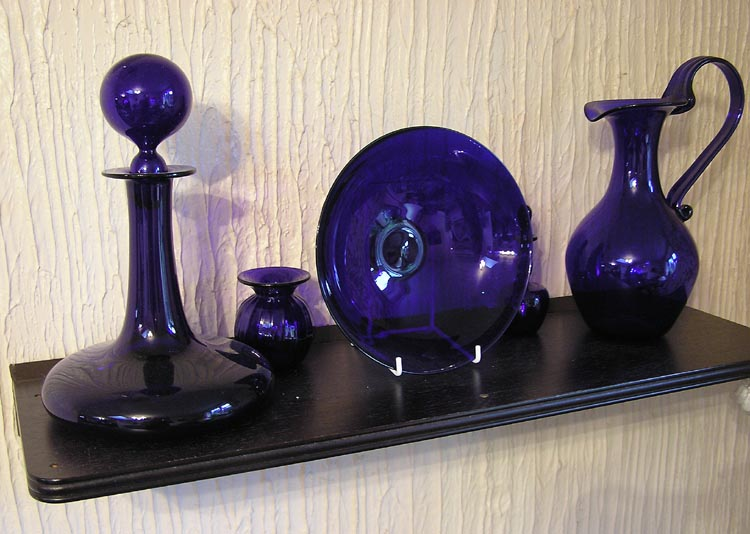
Vidrio de cobalto para decoración

- Óxido de hierro (II): se puede agregar al vidrio, resultando un vidrio de color azul verdoso que se utiliza con frecuencia en las botellas de cerveza. Unido al cromo produce un color verde más intenso, que se utiliza para las botellas de vino.
- Azufre, junto con sales de hierro y carbono: se utiliza para formar polisulfuros de hierro y productos de vidrio color ámbar que van desde el amarillo a casi el negro. En el vidrio de borosilicato rico en boro, el azufre le imprime un color azul. Con calcio se obtiene un color amarillo intenso.[4]
- Manganeso: se puede añadir en pequeñas cantidades para eliminar el tinte verde dado por el hierro, o en concentraciones más altas para dar al vidrio un color amatista. El manganeso es uno de los aditivos más antiguos del vidrio y el vidrio de manganeso violeta se viene utilizando desde principios de la civilización egipcia.
- Dióxido de manganeso: de color negro, se utiliza para quitar el color verde del vidrio, en un proceso muy lento que lo convierte en permanganato de sodio, un compuesto de color morado oscuro. En Nueva Inglaterra, algunas casas construidas hace más de 300 años tienen cristales en sus ventanas con un toque de color violeta debido a este cambio químico, y estos paneles de vidrio son muy apreciados como antigüedades.
- Cobalto: Pequeñas concentraciones de cobalto (0,025 a 0,1%) imprimen al cristal un color azul. Los mejores resultados se obtienen cuando se utilizan vidrios que contienen potasa. Cantidades muy pequeñas se pueden utilizar como decolorante.
- Óxido de cobre: Un 2 a 3% de óxido de cobre producen un color azul turquesa.
- Níquel: dependiendo de la concentración, produce cristales de color azul o violeta, e incluso negro. El Vidrio de plomo, si se le agrega níquel, adquiere color violáceo. El níquel, junto con una pequeña cantidad de cobalto se utiliza para decoloración del vidrio de plomo.
- Cromo: es un agente muy poderoso para colorear, proporcionando un color verde oscuro[5] o en concentraciones más altas, incluso color negro. Junto con óxido de estaño y arsénico proporciona al vidrio un color verde esmeralda. La aventurina de cromo, en los que se conseguía la aventurescencia mediante el crecimiento paralelo de grandes láminas de óxido de cromo (III), se hizo también a partir de vidrio con cromo agregado.
- Cadmio: junto con azufre da como resultado un vidrio de color amarillo intenso, a menudo utilizado en los esmaltes. Sin embargo, el cadmio es tóxico.
- Titanio: produce vidrio de color marrón amarillento. El titanio, que rara vez se utiliza por sí solo, es más a menudo empleado para intensificar y aclarar otros aditivos de colorear.
- Uranio: se puede agregar en concentraciones del 0,1 al 2% para obtener un vidrio de color amarillo o verde fluorescente.[6] El vidrio de uranio es radiactivo pero no lo suficiente para ser peligroso. Si se muele en forma de polvo, por ejemplo, cuando es pulido con papel de lija, y posteriormente este polvo se inhala, puede ser cancerígeno. Cuando se utiliza con vidrio de plomo con una proporción muy alta de plomo, produce un color rojo intenso.

## Vidrios llamativos

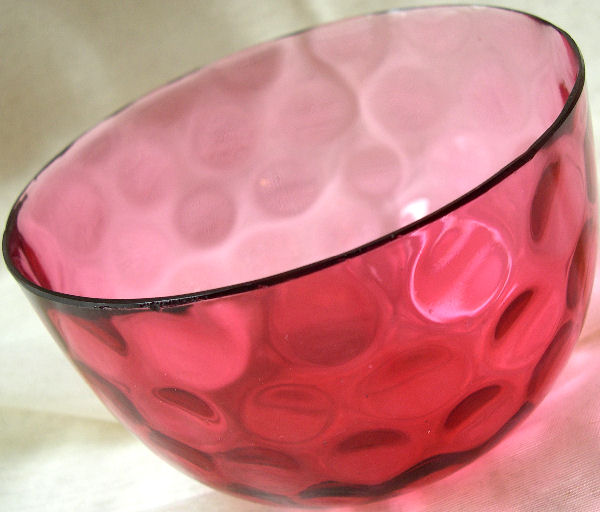
Ensaladera de vidrio Cranberry

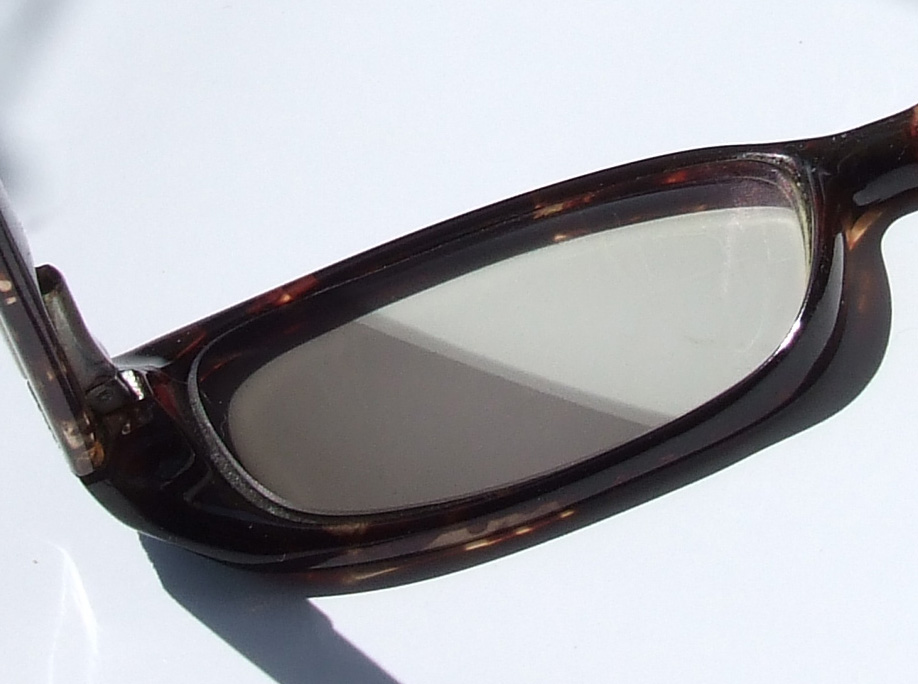
Lente fotocromáticapara gafas. La coloración se consigue con nanopartículas de plata.

Los "vidrios llamativos" (striking glasses) o "vidrios coloidales" son diferentes de los vidrios coloredos por la adición de iones, principalmente por la absorción de casi cuantitativa de la luz blanca. Su color varía si se les somete a procesos cíclicos de calentamiento y enfriamiento, que reavivan esos colores.
- El selenio, como el manganeso, puede ser utilizado en pequeñas concentraciones para decolorar el vidrio, o en concentraciones más altas para dar un color rojizo, causado por las nanopartículas dispersas de selenio en el vidrio. Es un agente muy importante para fabricar vidrio de color rosa y rojo. Cuando se utiliza junto con sulfuro de cadmio,[11] se obtiene un color rojo brillante conocido como "selenio rubí".
- El cobre metálico puro produce un vidrio opaco color rojo muy oscuro, que a veces se utiliza como un sustituto del oro en la producción de vidrio color rubí.
- El oro metálico, en una concentración muy pequeña (alrededor del 0,001%), produce un vidrio color rubí intenso ("oro rubí"), mientras que las bajas concentraciones produce un rojo menos intenso, a menudo publicitado como "vidrio arándano". El color es causado por el tamaño y la dispersión de partículas de oro. El vidrio oro rubí está generalmente fabricado a partir de vidrio de plomo con estaño agregado.
- Los compuestos de plata como el nitrato de plata y los haluros de plata pueden producir una gama de colores que van del naranja-rojo al amarillo. La forma en que el vidrio se calienta y se enfría puede afectar significativamente a los colores producidos por estos compuestos. También las lentes fotocrómicas y el vidrio fotosensible se basan en la adición de partículas de plata.

## Inclusiones de color
El óxido de estaño con los óxidos de antimonio y arsénico producen un vidrio opaco blanco (vidrio opalino), que se utilizó por primera vez en Venecia para producir una imitación de la porcelana. Del mismo modo, algunos vidrios ahumados se pueden basar en inclusiones de color oscuro, pero con la coloración iónica también es posible producir colores oscuros (véase más arriba).

## Color causada por dispersión

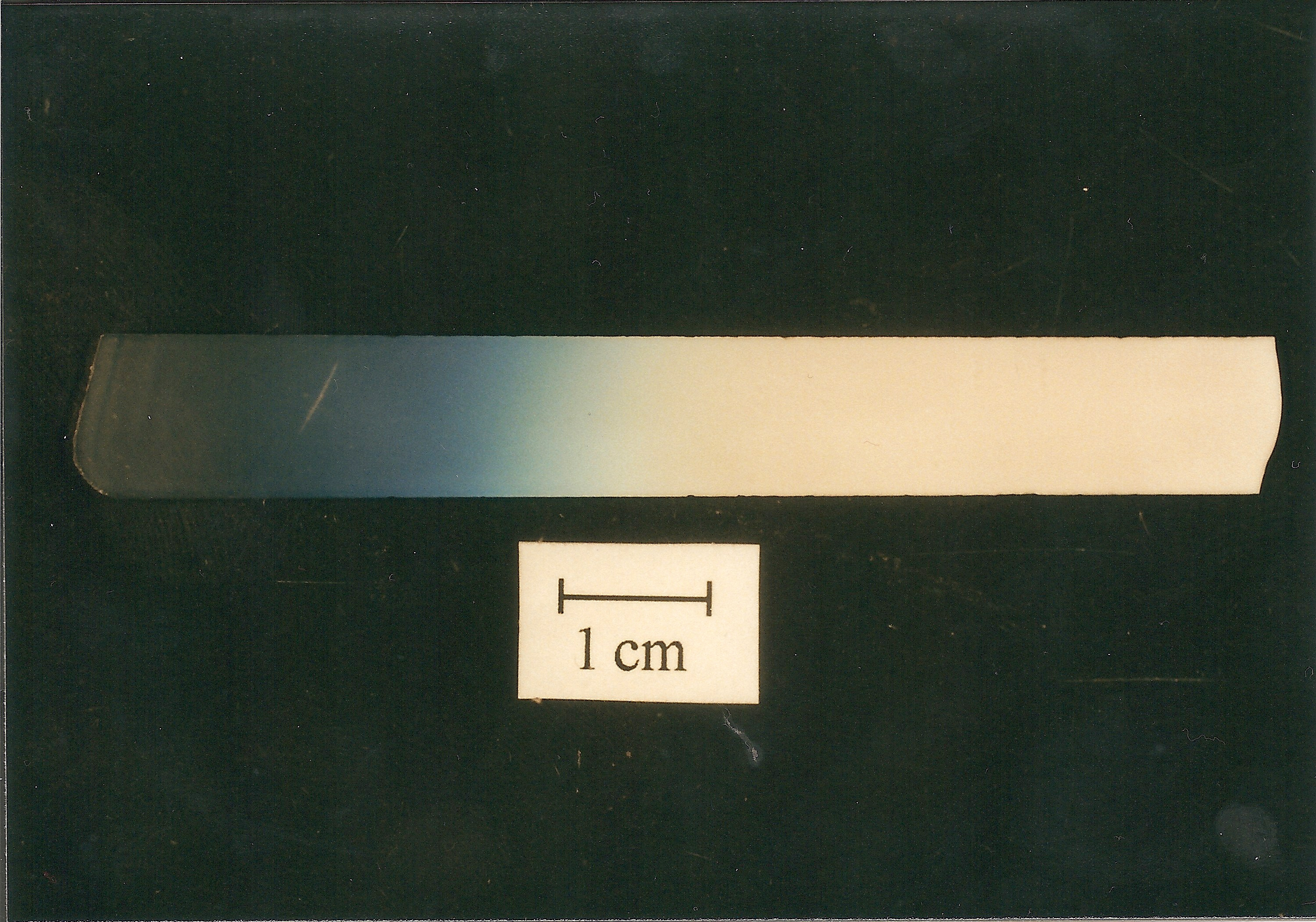
Gradiente de tamaño de poro en el vidrio poroso (poros grandes a la derecha); coloración basada en el efecto Tyndall.

Los vidrios que poseen dos o más fases con diferentes índices de refracción muestran colores basados en el efecto Tyndall que pueden ser explicados por la teoría de Mie, si las dimensiones de las fases son similares o mayores que la longitud de onda de la luz visible. La luz dispersada es azul y violeta, como se ve en la imagen, mientras que la luz transmitida es de color amarillo y rojo.

## Vidrio dicroico

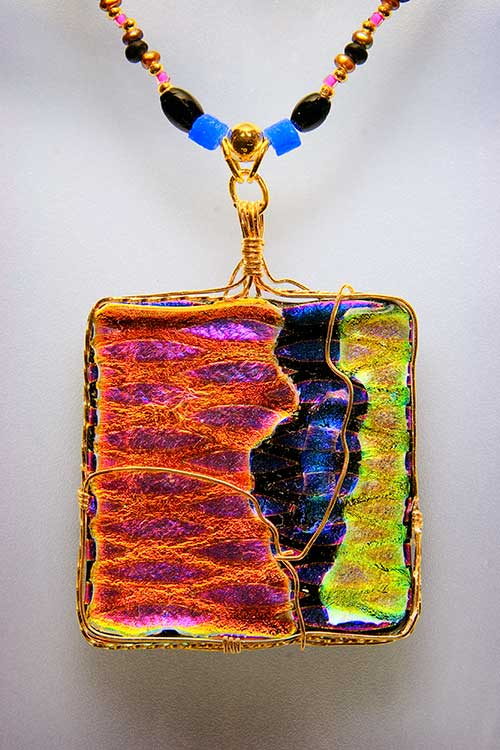
Un pendiente fabricado con cristal dicroico

El vidrio dicroico tiene una o varias capas de rango nanométrico (por ejemplo metales, óxidos metálicos, o nitruros) que dan al cristal dicroico sus peculiares propiedades ópticas. También el aspecto azul de algunos parabrisas de automóvil está causado por dicroísmo.